# Pablo González (calciatore 1992)
Pablo González Díaz (Puebla de Zaragoza, 7 luglio 1992) è un calciatore messicano, centrocampista del Puebla.

## Caratteristiche tecniche
È un mediano.

## Carriera
Cresciuto nel settore giovanile del Puebla, ha esordito in prima squadra il 26 luglio 2012 disputando l'incontro di Copa México perso 3-2 contro l'Irapuato.